# 阿德里安·贊德貝格
阿德里安·贊德貝格（波蘭語：Adrian Zandberg，1979年12月4日—）是波蘭的政治人物、程式設計師與歷史學家，自2019年起擔任波蘭眾議院議員。贊德貝格是一起黨的共同領袖之一，也是代表該黨參選2025年波蘭總統選舉的候選人。

## 早年生活與教育
贊德貝格於1979年出生於丹麥奧爾堡。他的雙親於1960與1970年代之際移民至當地，一家人在1980年代回到波蘭並居住於華沙莫科托夫區。
他在小學跳級了兩個年級。就讀小學期間，他和母親使用Sinclair ZX Spectrum電腦自學BASIC程式語言。1991年，在華沙大學與哥本哈根大學的網路連接之下，他是當時在波蘭第一批接觸網際網路的人之一。他曾經擔任童星，在電視影集《Ballada o Januszku》其中一集中出演。1993—1995年，他使用Gopher協助建立了波蘭語版本的马克思主义网络文库。
1997年，贊德貝格畢業於華沙的一所私立中學，並獲得國家兒童基金會獎學金。他就讀華沙大學主修法律與歷史，於2002年取得歷史碩士學位。他在2007年以《一戰前德國和英國的社會民主政黨相關組織和社會運動》論文取得歷史博士學位。
在就讀大學期間，他開始從事程式設計工作，後來成立了個人公司。
他作為教師分別在2007至2017年間於波蘭-日本資訊科技學院日本文化系，以及在2007至2014年間於華沙高等傳播、政治學和國際關係學院任職。

## 政治生涯
2001年，他與公民權利倡議者Jacek Kuroń共同撰寫了一篇關於波蘭社會正義的文章，並在選舉報上發表。他曾擔任勞動聯盟青年部的主席以及任職於該黨的行政部門。2005年，他與其他青年部成員創立了青年社會主義者。

### 一起黨
贊德貝格自稱是一位社會主義者以及民主社會主義者。2015年5月，他成為一起黨的共同創始人之一，並被選為董事會成員。
在2015年波蘭議會選舉中，贊德貝格被排在黨內候選人名單的首位。在選前的一場電視辯論中，他提出支持波蘭無條件接收敘利亞內戰的難民。有些媒體將他選為該場辯論的贏家，而他的出場為他與一起黨吸引了更多媒體關注。贊德貝格最後得到了49,711票，而一起黨僅得到3.62%的票數，無法獲得議會席次。
贊德貝格在2019年議會選舉中成功當選眾議院議員。一起黨在該選舉中與民主左派聯盟、春天以及波蘭社會黨共同組成左翼聯盟，該政黨聯盟共獲得了49名眾議院席次。
2022年，他被選為一起黨的共同領袖之一。該黨在2024年退出左翼聯盟後，他再度被選為共同領袖之一。

### 參選總統

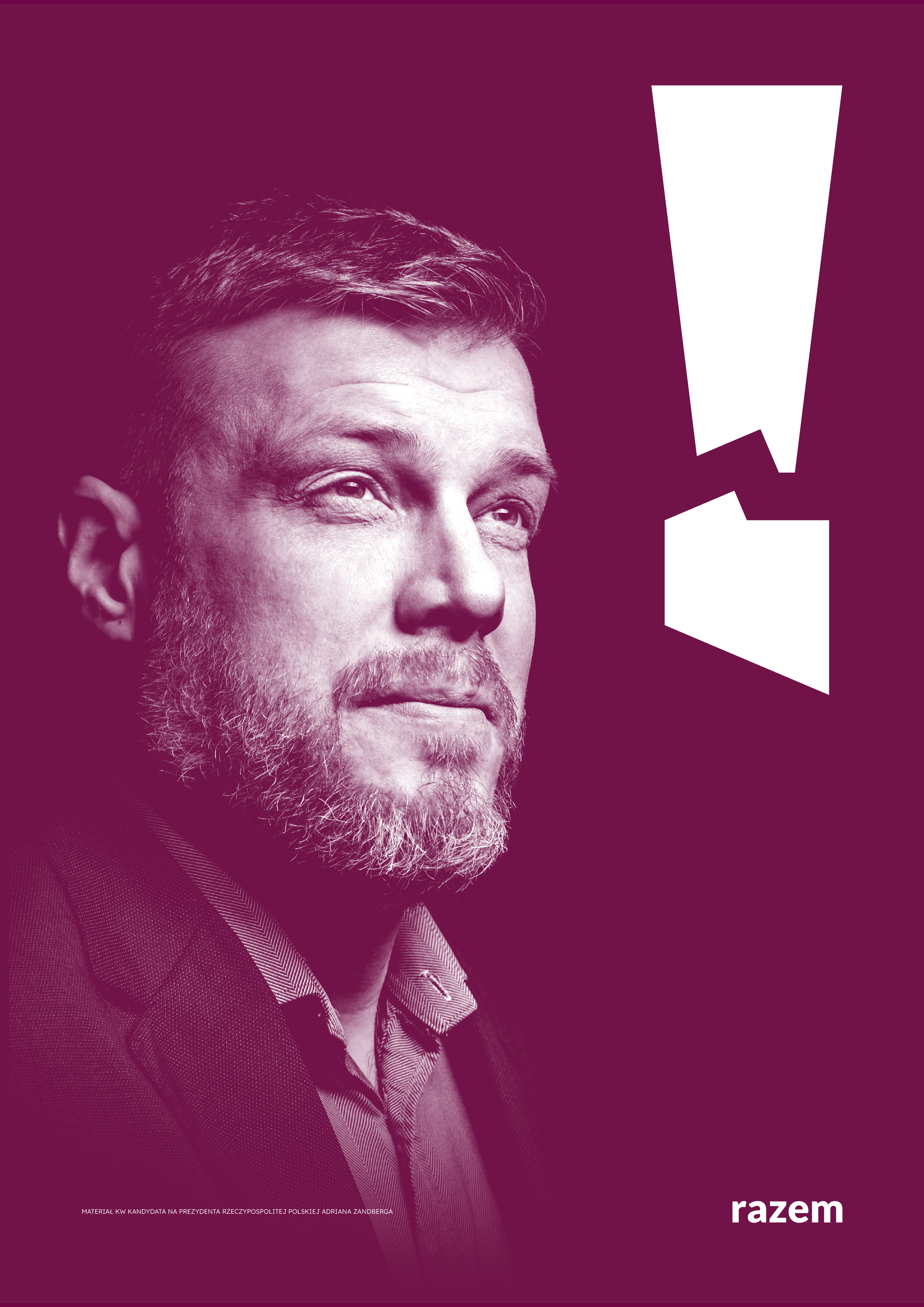
2025年的競選海報

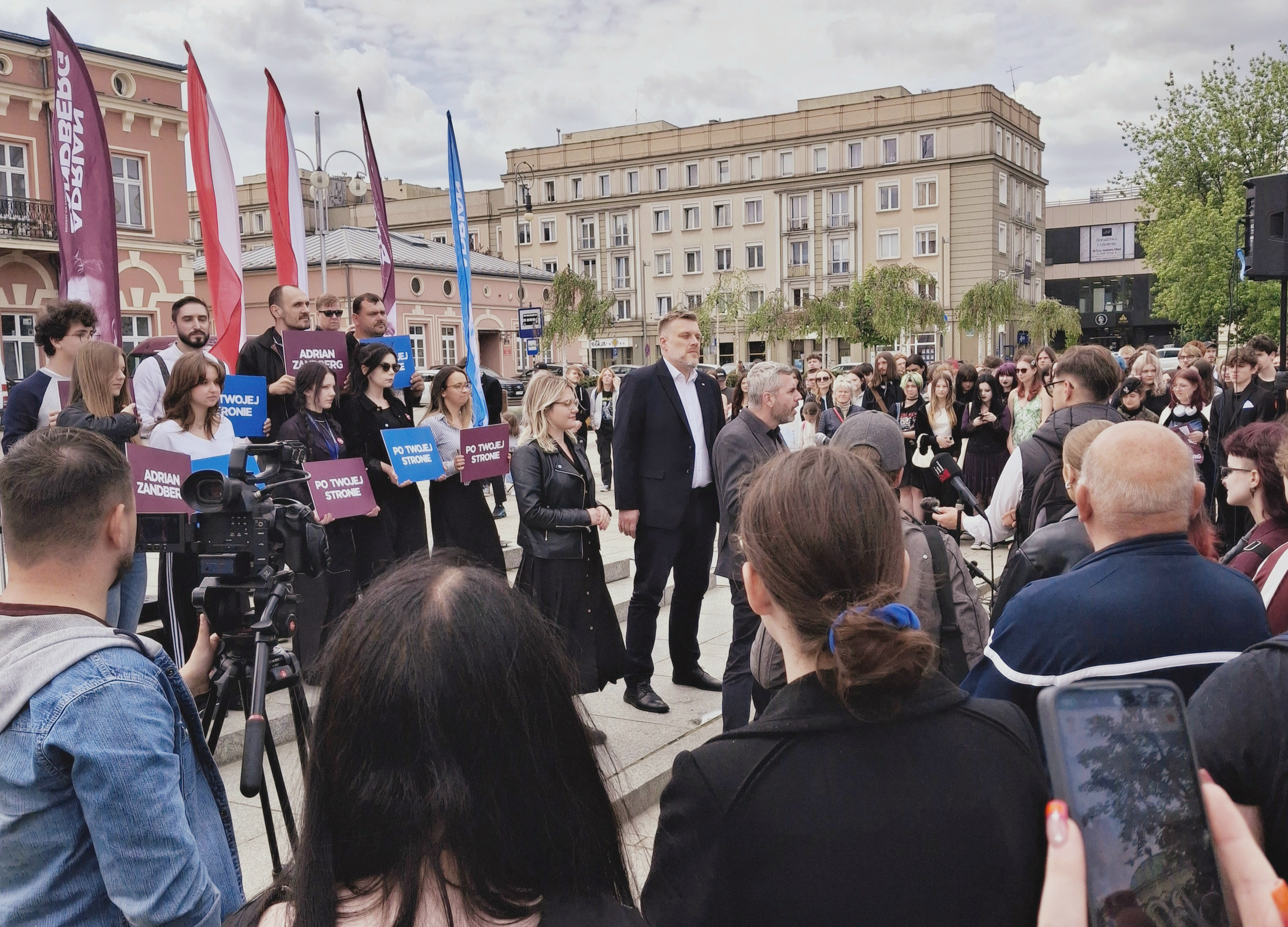
2025年，贊德貝格在琴斯托霍瓦的一場造勢活動

2025年1月11日，一起黨宣布提名贊德貝格參選2025年波蘭總統選舉。在第一輪投票中，他獲得4.86%的得票率，位居第六名。他的得票率勝過其他偏左的候選人，分別是瑪格達蓮娜·別亞特（4.23%）與喬安娜·塞尼辛（1.09%）。他拒絕公開表態支持任何一位進入第二輪的候選人。

## 個人生活
贊德貝格與Barbara Audycka-Zandberg結婚並育有兩名子女。Barbara Audycka-Zandberg是專門於居住議題的社會科學博士，並在華沙大學應用社會科學學院擔任助理教授。
贊德貝格在勞動聯盟青年部時，曾和同為成員的Barbara Nowacka交往三年。

## 選舉紀錄

### 眾議院
| 選舉 | 所屬名單 | 所屬名單     | 選區   | 票數    | 票數  | 票數  | 結果   | 來源   |
| 選舉 | 所屬名單 | 所屬名單     | 選區   | 總計    | %     | +/−   | 結果   | 來源   |
| ---- | -------- | ------------ | ------ | ------- | ----- | ----- | ------ | ------ |
| 2015 |          | 一起黨       | 華沙一 | 49,711  | 4.54  | —     | 未當選 | [ 24 ] |
| 2019 |          | 民主左派聯盟 | 華沙一 | 140,898 | 10.20 | +5.66 | 當選   | [ 14 ] |
| 2023 |          | 新左翼       | 華沙一 | 64,435  | 3.76  | −6.44 | 當選   | [ 25 ] |

### 歐洲議會
| 選舉 | 所屬名單 | 所屬名單 | 選區 | 票數   | 票數 | 票數 | 結果   | 來源   |
| 選舉 | 所屬名單 | 所屬名單 | 選區 | 總計   | %    | +/−  | 結果   | 來源   |
| ---- | -------- | -------- | ---- | ------ | ---- | ---- | ------ | ------ |
| 2019 |          | 一起黨   | 華沙 | 17,108 | 1.23 | —    | 未當選 | [ 26 ] |

### 總統

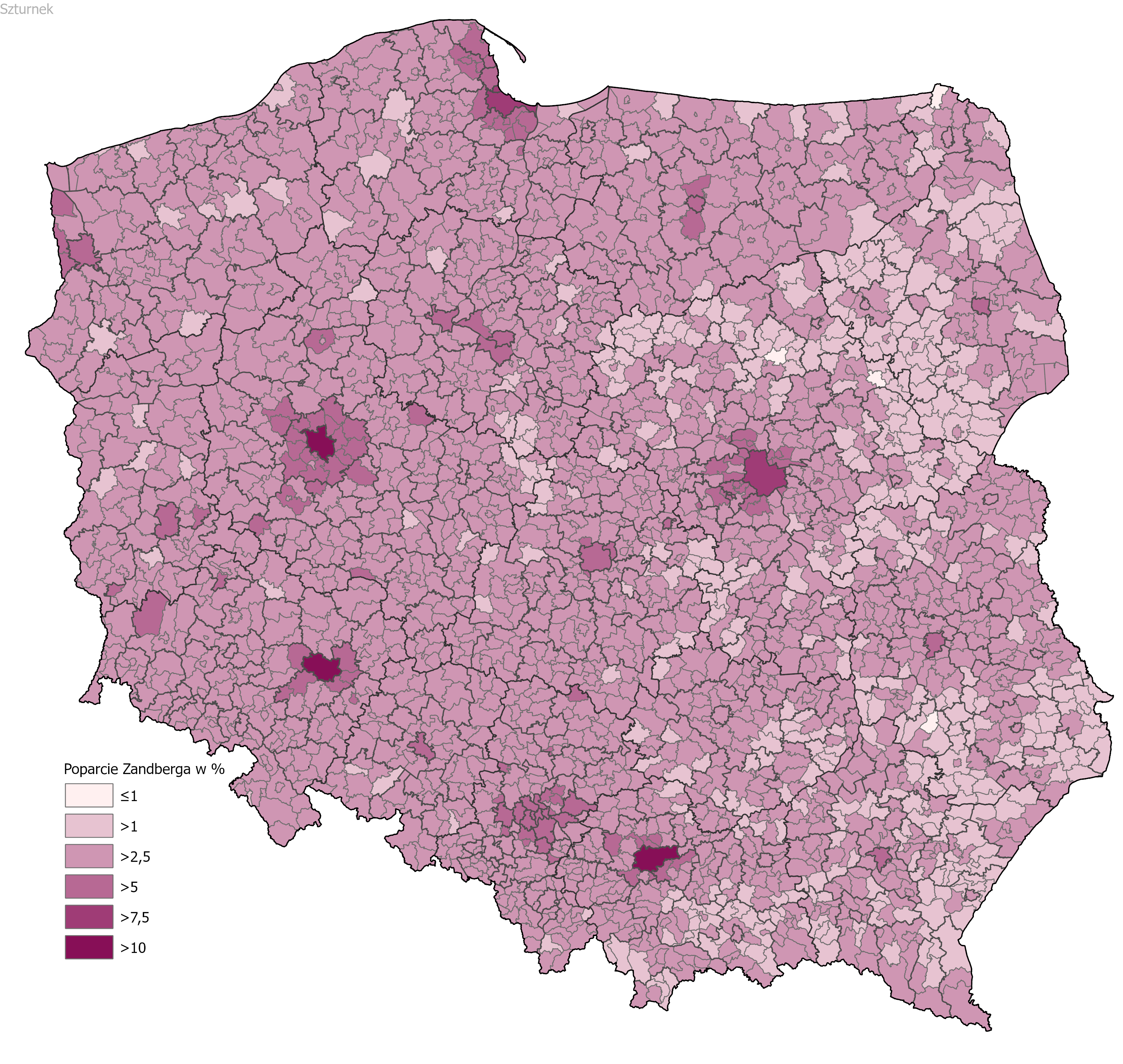
2025贊德貝格在各市鎮的得票率

| 選舉 | 推派政黨 | 推派政黨 | 第一輪  | 第一輪 | 第一輪 | 第二輪       | 第二輪       | 第二輪       | 來源   |
| 選舉 | 推派政黨 | 推派政黨 | 得票數  | %      | 排名   | 得票數       | %            | 排名         | 來源   |
| ---- | -------- | -------- | ------- | ------ | ------ | ------------ | ------------ | ------------ | ------ |
| 2025 |          | 一起黨   | 952,832 | 4.86   | #6     | 未進到第二輪 | 未進到第二輪 | 未進到第二輪 | [ 19 ] |

## 外部連結
- 2025競選網站
- . OpenDemocracy. 2016-08-10  [2016-08-17]. （原始内容存档于2016-09-18）.